# Зембах
Зембах (њем. Sembach) општина је у њемачкој савезној држави Рајна-Палатинат. Једно је од 50 општинских средишта округа Кајзерслаутерн. Према процјени из 2010. у општини је живјело 1.150 становника. Посједује регионалну шифру (AGS) 7335205.

## Географски и демографски подаци
Зембах се налази у савезној држави Рајна-Палатинат у округу Кајзерслаутерн. Општина се налази на надморској висини од 261 метра. Површина општине износи 5,5 km². У самом мјесту је, према процјени из 2010. године, живјело 1.150 становника. Просјечна густина становништва износи 209 становника/km².